# نراد بلغاری
نراد بلغاری (نام علمی: Abies borisii-regis) نام یک گونه از سرده نراد است.